# Wapikoni

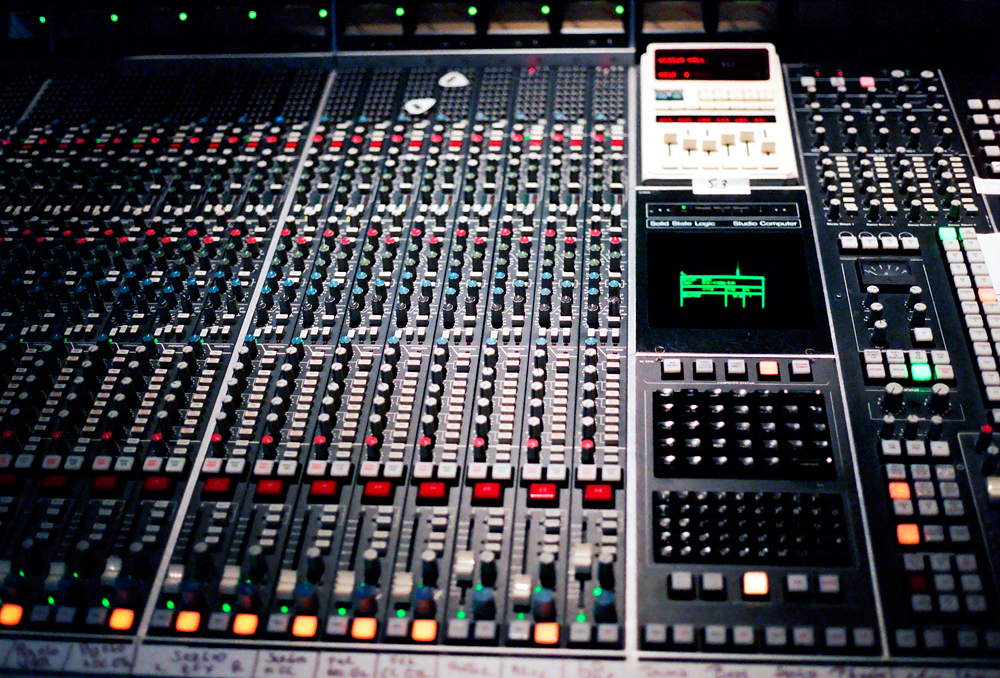
une console

Le Wapikoni est un organisme sans but lucratif dont le siège social se situe à Montréal.  Fondé en 2004 par la cinéaste Manon Barbeau, le Conseil de la Nation Atikamekw et le Conseil des jeunes des Premières Nations, le Wapikoni est un organisme de médiation, d'intervention, de formation et de création audiovisuelles qui s'adresse aux jeunes autochtones dans le but de contrer les taux élevés de suicide, de décrochage scolaire et de toxicomanie.

## Historique
En 2001, la cinéaste Manon Barbeau tourne un long-métrage de fiction avec des jeunes atikamekw de la communauté de Wemotaci, au Québec. Elle prend conscience de la détresse des jeunes des Premières Nations et tente de canaliser leurs talents dans des projets cinématographiques. En s’inspirant de son projet Vidéo Paradiso, elle cofonde Wapikoni le 16 juillet 2003 avec le Conseil de la Nation Atikamekw et le Conseil des jeunes des Premières Nations. Le projet veut permettre de favoriser l’insertion des jeunes et leur sentiment de pouvoir face à leur propre situation, tout en permettant aussi une diffusion dans l’espace public des réalités autochtones.
C'est le 17 juin 2004 qu'est inauguré le premier des cinq studios ambulants que compte aujourd'hui l'organisme. Ce sont des motorisés où sont installés des studios de montage et d'enregistrement. Ils offrent aux autochtones du Québec la possibilité de s'exprimer en tournant des documentaires, des vidéoclips ou des courts-métrages. Le Wapikoni mobile est doté de trois caméras HD, de deux unités professionnelles de prise de son, de deux stations de montage Final Cut Pro sur iMac, d'un studio d'enregistrement musical sur iMac et d'un environnement Pro Tools. Il est également muni d'un vidéoprojecteur qui permet d'organiser des projections dans les communautés à la fin de chacune des escales. 
En 2011, le projet a vu son budget annuel coupé de moitié à cause de coupures de la part du ministère des Ressources humaines et du Développement des compétences. Les autochtones se rallient et multiplient les pétitions et les lettres envoyées au gouvernement fédéral pour appuyer l’importance du projet dans leur communauté et c'est Santé Canada qui devient le principal partenaire financier du projet. 
À chacune des escales, deux cinéastes-accompagnateurs, un intervenant jeunesse, un assistant cinéaste-accompagnateur et un coordinateur local accueillent une vingtaine de participants en tournage, en montage, en formation ou en visionnement. Les escales sont d’une durée d’un mois pour permettre d’avoir le temps nécessaire au processus de création. Environ 20 communautés participent par année.
Les jeunes autochtones sont jumelés à des mentors qui les suivent pendant la durée de l’escale. Les participants créent leur projet de court-métrage en entier. Ils écrivent le scénario, tournent le film et le montent en utilisant le matériel des studios ambulants. Chaque court-métrage dure quelques minutes et est en langue autochtone, en anglais ou en français. La musique est également créée par les participants. Une fois terminés, les films sont montrés à la communauté et certains sont sélectionnés pour être projetés dans des festivals, au Canada et dans le reste du monde. Des tournées dans les classes des écoles canadiennes ont également lieu, avec un présentateur-animateur autochtone, afin d’éduquer les jeunes et de démystifier les réalités autochtones. 
Le Wapikoni mobile a étendu ses projets en dehors du Canada, notamment en Amérique du Sud à partir de 2011. Des courts-métrages ont aussi été tournés par des communautés autochtones en Finlande et en Norvège. Le projet est partenaire officiel de l’UNESCO depuis 2017. 
Depuis sa création, le projet a permis à certains des jeunes créateurs de se rendre dans des festivals nationaux et internationaux. Des formations leur ont aussi été offertes en dehors de leur communauté. Les excursions du projet en Amérique du Sud, puis son adhésion à l’UNESCO ont aussi permis aux participants de rencontrer des créateurs autochtones de partout au Québec et dans le monde. Ces rencontres permettent d’établir des dialogues entre les jeunes qui peuvent comparer leur situation et voir quelles solutions sont amenées dans des milieux différents qui font face à des problèmes similaires. Cette ouverture permet aux participants de redéfinir leur identité autochtone et d’affirmer leur place dans le monde. 
En date de janvier 2019, le Wapikoni mobile a produit  plus de 1000 courts-métrages et plus de 750  créations musicales par plus de 4 000 jeunes autochtones, et qui ont remporté plus de 150 prix dans des festivals nationaux et internationaux. Parmi les initiés du Wapikoni, on compte son porte-parole, le rappeur Samian de Pikogan, de la nation anishnabe, qui était de l'escale 2004. 

## Médias
- Entrevue audio à Christiane Charette
- Entrevue audio à Macadam tribus
- Entrevue audio à Dimanche Magazine
- Entrevue audio à Vous êtes ici
- Entrevue audio à Radio-Canada - Émission Pénélope de Pénélope McQuade